# Strongylosoma hirtipes
Strongylosoma hirtipes är en mångfotingart som beskrevs av Carl 1912. Strongylosoma hirtipes ingår i släktet Strongylosoma och familjen orangeridubbelfotingar. Inga underarter finns listade i Catalogue of Life.